# The Brier

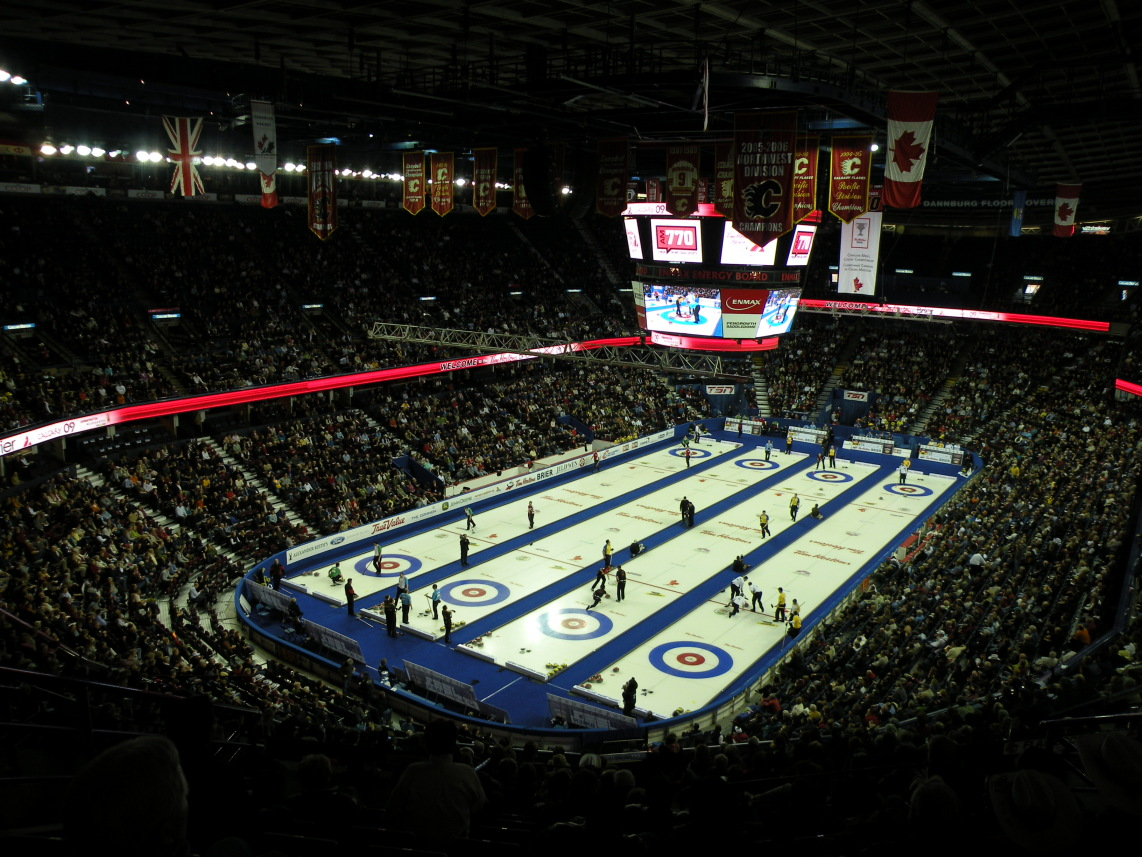
Tim Hortons Brier 2009

Tim Hortons Brier 2005

The Brier ze względów sponsorskich nazywane Tim Hortons Brier – coroczne mistrzostwa Kanady mężczyzn w curlingu, organizowane są przez Kanadyjski Związek Curlingu. Obecnym sponsorem zawodów jest sieć restauracji fast-food Tim Hortons.
The Brier rozegrano po raz pierwszy w 1927. Przez ponad 50 lat sponsorem była firma Macdonald Tobacco. W 1979 w wyniku nacisku antynikotynowej polityki kanadyjskiego rządu Macdonald Tobacco Company zrezygnowało ze sponsorowania the Brier. Na kolejnych 20 lat sponsoring przejęła firma Labatt. W latach 2001–2004 mistrzostwa nosiły nazwę Nokia Brier a od 2005 Tim Hortons Brier.
Do wyłonienia 12 finalistów the Brier organizowane są mistrzostwa poszczególnych prowincji. Z każdej prowincji wyłania się mistrza, jednak w Ontario odbywają się dwa niezależne mistrzostwa Ontario i Northern Ontario. Z terytoriów wyłania się jednego reprezentanta. Turniej finałowy rozgrywany jest systemem kołowym do wyłonienia czterech najlepszych drużyn, a następnie stosuje się metodę Page play-off. Mistrz Kanady jest jednocześnie reprezentantem kraju na mistrzostwach świata.

## MacdonaldBrier
| Rok  | Miasto                               | Zwycięzca                            | Zwycięzca                                                              |
| Rok  | Miasto                               | Prowincja                            | Skład drużyny                                                          |
| ---- | ------------------------------------ | ------------------------------------ | ---------------------------------------------------------------------- |
| 1927 | Toronto                              | Nowa Szkocja                         | Murray Macneill, Al MacInnes, Cliff Torey, Jim Donahoe                 |
| 1928 | Toronto                              | Manitoba                             | Gordon Hudson, Sam Penwarden, Ron Singbush, Bill Grant                 |
| 1929 | Toronto                              | Manitoba                             | Gordon Hudson, Don Rollo, Ron Singbusch, Bill Grant                    |
| 1930 | Toronto                              | Manitoba                             | Howard Wood Sr., Jimmy Congalton, Victor Wood, Lionel Wood             |
| 1931 | Toronto                              | Manitoba                             | Bob Gourlay, Ernie Pollard, Arnold Lockerbie, Ray Stewart              |
| 1932 | Toronto                              | Manitoba                             | Jimmy Congalton, Howard Wood, Bill Noble, Harry Mawhinney              |
| 1933 | Toronto                              | Alberta                              | Cliff Manahan, Harold Deeton, Harold Wolfe, Bert Ross                  |
| 1934 | Toronto                              | Manitoba                             | Leo Johnson, Lorne Stewart, Linc Johnson, Marno Frederickson           |
| 1935 | Toronto                              | Ontario                              | Gordon Campbell, Don Campbell, Gord Coates, Duncan Campbell            |
| 1936 | Toronto                              | Manitoba                             | Ken Watson, Grant Watson, Marvin MacIntyre, Charles Kerr               |
| 1937 | Toronto                              | Alberta                              | Cliff Manahan, Wes Robinson, Ross Manahan, Lloyd McIntyre              |
| 1938 | Toronto                              | Manitoba                             | Ab Gowanlock, Bung Cartwell, Bill McKnight, Tom Knight                 |
| 1939 | Toronto                              | Ontario                              | Bert Hall, Perry Hall, Ernie Parkes, Cam Seagram                       |
| 1940 | Winnipeg                             | Manitoba                             | Howard Wood Sr., Ernie Pollard, Howard Wood Jr., Roy Enman             |
| 1941 | Toronto                              | Alberta                              | Howard Palmer, Jack Lebeau, Art Gooder, Clare Webb                     |
| 1942 | Quebec                               | Manitoba                             | Ken Watson, Grant Watson, Charlie Scrymgeour, Jim Grant                |
| 1943 | Odwołano z powodu II wojny światowej | Odwołano z powodu II wojny światowej | Odwołano z powodu II wojny światowej                                   |
| 1944 | Odwołano z powodu II wojny światowej | Odwołano z powodu II wojny światowej | Odwołano z powodu II wojny światowej                                   |
| 1945 | Odwołano z powodu II wojny światowej | Odwołano z powodu II wojny światowej | Odwołano z powodu II wojny światowej                                   |
| 1946 | Saskatoon                            | Alberta                              | Billy Rose, Bart Swelin, Austin Smith, George Crooks                   |
| 1947 | Saint John                           | Manitoba                             | Jimmy Welsh, Alex Welsh, Jack Reid, Harry Monk                         |
| 1948 | Calgary                              | Kolumbia Brytyjska                   | Frenchy D’Amour, Bob McGhie, Fred Wendell, Jim Mark                    |
| 1949 | Hamilton                             | Manitoba                             | Ken Watson, Grant Watson, Lyle Dyker, Charles Read                     |
| 1950 | Vancouver                            | Northern Ontario                     | Tim Ramsay, Len Williamson, Bill Weston, Billy Kenny                   |
| 1951 | Halifax                              | Nowa Szkocja                         | Don Oyler, George Hanson, Fred Dyke, Wally Knock                       |
| 1952 | Winnipeg                             | Manitoba                             | Billy Walsh, Al Langlois, Andy McWilliams, John Watson                 |
| 1953 | Sudbury                              | Manitoba                             | Ab Gowanlock, Jim Williams, Art Pollon, Russ Jackman                   |
| 1954 | Edmonton                             | Alberta                              | Matt Baldwin, Glenn Gray, Pete Ferry, Jim Collins                      |
| 1955 | Regina                               | Saskatchewan                         | Garnet Campbell, Don Campbell, Glenn Campbell, Lloyd Campbell          |
| 1956 | Moncton                              | Manitoba                             | Billy Walsh, Al Langlois, Cy White, Andy McWilliams                    |
| 1957 | Kingston                             | Alberta                              | Matt Baldwin, Gordon Haynes, Art Kleinmeyer, Bill Price                |
| 1958 | Victoria                             | Alberta                              | Matt Baldwin, Jack Geddes, Gordon Haynes, Bill Price                   |
| 1959 | Quebec                               | Saskatchewan                         | Ernie Richardson, Arnold Richardson, Garnet Richardson, Wes Richardson |
| 1960 | Fort William                         | Saskatchewan                         | Ernie Richardson, Arnold Richardson, Garnet Richardson, Wes Richardson |
| 1961 | Calgary                              | Alberta                              | Hec Gervais, Ron Anton, Ray Werner, Wally Ursuliak                     |
| 1962 | Kitchener-Waterloo                   | Saskatchewan                         | Ernie Richardson, Arnold Richardson, Garnet Richardson, Wes Richardson |
| 1963 | Brandon                              | Saskatchewan                         | Ernie Richardson, Arnold Richardson, Garnet Richardson, Mel Perry      |
| 1964 | Charlottetown                        | Kolumbia Brytyjska                   | Lyall Dagg, Leo Hebert, Fred Britton, Barry Naimark                    |
| 1965 | Saskatoon                            | Manitoba                             | Terry Braunstein, Don Duguid, Ron Braunstein, Ray Turnbull             |
| 1966 | Halifax                              | Alberta                              | Ron Northcott, George Finks, Bernie Sparkes, Fred Storey               |
| 1967 | Hull                                 | Ontario                              | Alf Phillips Jr., John Ross, Ron Manning, Keith Reilly                 |
| 1968 | Kelowna                              | Alberta                              | Ron Northcott, Jim Shields, Bernie Sparkes, Fred Storey                |
| 1969 | Oshawa                               | Alberta                              | Ron Northcott, Dave Gerlach, Bernie Sparkes, Fred Storey               |
| 1970 | Winnipeg                             | Manitoba                             | Don Duguid, Rod Hunter, Jim Pettapiece, Bryan Wood                     |
| 1971 | Quebec                               | Manitoba                             | Don Duguid, Rod Hunter, Jim Pettapiece, Bryan Wood                     |
| 1972 | St. John’s                           | Manitoba                             | Orest Meleschuk, Dave Romaro, John Hanesiak, Pat Hailley               |
| 1973 | Edmonton                             | Saskatchewan                         | Harvey Mazinke, Billy Martin, George Achtymichuk, Dan Klippenstein     |
| 1974 | London                               | Alberta                              | Hec Gervais, Ron Anton, Warren Hansen, Darrel Sutton                   |
| 1975 | Fredericton                          | Northern Ontario                     | Bill Tetley, Rick Lang, Bill Hodgson, Peter Hnatiw                     |
| 1976 | Regina                               | Nowa Fundlandia                      | Jack MacDuff, Toby Mcdonald, Doug Hudson, Ken Templeton                |
| 1977 | Montreal                             | Quebec                               | Jim Ursel, Art Lobel, Don Aitken, Brian Ross                           |
| 1978 | Vancouver                            | Alberta                              | Ed Lukowich, Mike Chernoff, Dale Johnston, Ron Schindle                |
| 1979 | Ottawa                               | Manitoba                             | Barry Fry, Bill Carey, Gordon Sparkes, Bryan Wood                      |

## LabattBrier
| Rok  | Miasto             | Zwycięzca          | Zwycięzca                                                    | Finalista          | Finalista                                                      |
| Rok  | Miasto             | Prowincja          | Skład drużyny                                                | Prowincja          | Skład drużyny                                                  |
| ---- | ------------------ | ------------------ | ------------------------------------------------------------ | ------------------ | -------------------------------------------------------------- |
| 1980 | Calgary            | Saskatchewan       | Rick Folk, Ron Mills, Tom Wilson, Jim Wilson                 | Northern Ontario   | Al Hackner, Rick Lang, Bob Nichol, Bruce Kennedy               |
| 1981 | Halifax            | Manitoba           | Kerry Burtnyk, Mark Olson, Jim Spencer, Ron Kammerlock       | Northern Ontario   | Al Hackner, Rick Lang, Bob Nichol, Bruce Kennedy               |
| 1982 | Brandon            | Northern Ontario   | Al Hackner, Rick Lang, Bob Nichol, Bruce Kennedy             | Kolumbia Brytyjska | Brent Giles, Greg Monkman, Al Roemer, Brad Giles               |
| 1983 | Sudbury            | Ontario            | Ed Werenich, Paul Savage, John Kawaja, Neil Harrison         | Alberta            | Ed Lukowich, Mike Chernoff, Neil Houston, Brent Syme           |
| 1984 | Victoria           | Manitoba           | Michael Riley, Brian Toews, John Helston, Russ Wookey        | Ontario            | Ed Werenich, Paul Savage, John Kawaja, Neil Harrison           |
| 1985 | Moncton            | Northern Ontario   | Al Hackner, Rick Lang, Ian Tetley, Pat Perroud               | Alberta            | Pat Ryan, Gord Trenchie, Don Mckenzie, Don Walchuk             |
| 1986 | Kitchener-Waterloo | Alberta            | Ed Lukowich, John Ferguson, Neil Houston, Brent Syme         | Ontario            | Russ Howard, Glenn Howard, Tim Belcourt, Kent Carstairs        |
| 1987 | Edmonton           | Ontario            | Russ Howard, Glenn Howard, Tim Belcourt, Kent Carstairs      | Kolumbia Brytyjska | Bernie Sparkes, Jim Armstrong, Monte Ziola, Jamie Sexton       |
| 1988 | Saguenay           | Alberta            | Pat Ryan, Randy Ferbey, Don Walchuk, Don McKenzie            | Saskatchewan       | Eugene Hritzuk, Del Shaughnessy, Murray Soparlo, Don Dabrowski |
| 1989 | Saskatoon          | Alberta            | Pat Ryan, Randy Ferbey, Don Walchuk, Don McKenzie            | Kolumbia Brytyjska | Rick Folk, Bert Gretzinger, Rob Koffski, Doug Smith            |
| 1990 | Sault Ste. Marie   | Ontario            | Ed Werenich, John Kawaja, Ian Tetley, Pat Perroud            | Nowy Brunszwik     | Jim Sullivan, Charlie Sullivan Jr., Craig Burgess, Paul Power  |
| 1991 | Hamilton           | Alberta            | Kevin Martin, Kevin Park, Dan Petryk, Don Bartlett           | Saskatchewan       | Randy Woytowich, Brian McCusker, Wyatt Buck, John Grundy       |
| 1992 | Regina             | Manitoba           | Vic Peters, Dan Carey, Chris Neufeld, Don Rudd               | Ontario            | Russ Howard, Glenn Howard, Wayne Middaugh, Peter Corner        |
| 1993 | Ottawa             | Ontario            | Russ Howard, Glenn Howard, Wayne Middaugh, Peter Corner      | Kolumbia Brytyjska | Rick Folk, Pat Ryan, Bert Gretzinger, Gerry Richard            |
| 1994 | Red Deer           | Kolumbia Brytyjska | Rick Folk, Pat Ryan, Bert Gretzinger, Gerry Richard          | Ontario            | Russ Howard, Glenn Howard, Wayne Middaugh, Peter Corner        |
| 1995 | Halifax            | Manitoba           | Kerry Burtnyk, Jeff Ryan, Rob Meakin, Keith Fenton           | Saskatchewan       | Brad Heidt, Mark Dacey, Wayne Charteris, Dan Ormsby            |
| 1996 | Kamloops           | Manitoba           | Jeff Stoughton, Ken Tresoor, Garry VanDenBerghe, Steve Gould | Alberta            | Kevin Martin, Don Walchuk, Shawn Broda, Don Bartlett           |
| 1997 | Calgary            | Alberta            | Kevin Martin, Don Walchuk, Rudy Ramcharan, Don Bartlett      | Manitoba           | Vic Peters, Dan Carey, Chris Neufeld, Scott Grant              |
| 1998 | Winnipeg           | Ontario            | Wayne Middaugh, Graeme McCarrel, Ian Tetley, Scott Bailey    | Quebec             | Guy Hemmings, Pierre Charette, Guy Thibaudeau, Dale Ness       |
| 1999 | Edmonton           | Manitoba           | Jeff Stoughton, Jon Mead, Garry VanDenBerghe, Doug Armstrong | Quebec             | Guy Hemmings, Pierre Charette, Guy Thibaudeau, Dale Ness       |
| 2000 | Saskatoon          | Kolumbia Brytyjska | Greg McAulay, Brent Pierce, Bryan Miki, Jody Sveistrup       | Nowy Brunszwik     | Russ Howard, Wayne Tallon, Rick Perron, Grant Odishaw          |

## NokiaBrier
| Rok  | Miasto    | Zwycięzca    | Zwycięzca                                                 | Finalista    | Finalista                                                 |
| Rok  | Miasto    | Prowincja    | Skład drużyny                                             | Prowincja    | Skład drużyny                                             |
| ---- | --------- | ------------ | --------------------------------------------------------- | ------------ | --------------------------------------------------------- |
| 2001 | Ottawa    | Alberta      | Randy Ferbey, David Nedohin, Scott Pfeifer, Marcel Rocque | Manitoba     | Kerry Burtnyk, Jeff Ryan, Rob Meakin, Keith Fenton        |
| 2002 | Calgary   | Alberta      | Randy Ferbey, David Nedohin, Scott Pfeifer, Marcel Rocque | Ontario      | John Morris, Joe Frans, Craig Savill, Brent Laing         |
| 2003 | Halifax   | Alberta      | Randy Ferbey, David Nedohin, Scott Pfeifer, Marcel Rocque | Nowa Szkocja | Mark Dacey, Bruce Lohnes, Rob Harris, Andrew Gibson       |
| 2004 | Saskatoon | Nowa Szkocja | Mark Dacey, Bruce Lohnes, Rob Harris, Andrew Gibson       | Alberta      | Randy Ferbey, David Nedohin, Scott Pfeifer, Marcel Rocque |

## Tim HortonsBrier
| Rok  | Miasto    | Zwycięzca        | Zwycięzca                                                              | Finalista                  | Finalista                                                               |
| Rok  | Miasto    | Prowincja        | Skład drużyny                                                          | Prowincja                  | Skład drużyny                                                           |
| ---- | --------- | ---------------- | ---------------------------------------------------------------------- | -------------------------- | ----------------------------------------------------------------------- |
| 2005 | Edmonton  | Alberta          | Randy Ferbey, David Nedohin, Scott Pfeifer, Marcel Rocque              | Nowa Szkocja               | Shawn Adams, Paul Flemming, Craig Burgess, Kelly Mittelstadt            |
| 2006 | Regina    | Quebec           | Jean-Michel Ménard, François Roberge, Éric Sylvain, Maxime Elmaleh     | Ontario                    | Glenn Howard, Richard Hart, Brent Laing, Craig Savill                   |
| 2007 | Hamilton  | Ontario          | Glenn Howard, Richard Hart, Brent Laing, Craig Savill                  | Nowa Fundlandia i Labrador | Brad Gushue, Mark Nichols, Chris Schille, Jamie Korab                   |
| 2008 | Winnipeg  | Alberta          | Kevin Martin, John Morris, Marc Kennedy, Ben Hebert, Adam Enright      | Ontario                    | Glenn Howard, Richard Hart, Brent Laing, Craig Savill, Steve Bice       |
| 2009 | Calgary   | Alberta          | Kevin Martin, John Morris, Marc Kennedy, Ben Hebert, Terry Meek        | Manitoba                   | Jeff Stoughton, Kevin Park, Rob Fowler, Steve Gould, Randy Dutiaume     |
| 2010 | Halifax   | Alberta          | Kevin Koe, Blake MacDonald, Carter Rycroft, Nolan Thiessen, Jamie King | Ontario                    | Glenn Howard, Richard Hart, Brent Laing, Craig Savill, Steve Bice       |
| 2011 | London    | Manitoba         | Jeff Stoughton, Jon Mead, Reid Carruthers, Steve Gould, Garth Smith    | Ontario                    | Glenn Howard, Richard Hart, Brent Laing, Craig Savill, Scott Howard     |
| 2012 | Saskatoon | Ontario          | Glenn Howard, Wayne Middaugh, Brent Laing, Craig Savill, Scott Howard  | Alberta                    | Kevin Koe, Pat Simmons, Carter Rycroft, Nolan Thiessen, Blake MacDonald |
| 2013 | Edmonton  | Northern Ontario | Brad Jacobs, Ryan Fry, E.J. Harnden, Ryan Harnden, Matt Dumontelle     | Manitoba                   | Jeff Stoughton, Jon Mead, Reid Carruthers, Mark Nichols, Garth Smith    |
| 2014 | Kamloops  | Alberta          | Kevin Koe, Pat Simmons, Carter Rycroft, Nolan Thiessen, Jamie King     | Kolumbia Brytyjska         | Jim Cotter, John Morris, Tyrel Griffith, Rick Sawatsky, Jody Epp        |
| 2015 | Calgary   | Kanada           | John Morris, Pat Simmons, Carter Rycroft, Nolan Thiessen, Tom Sallows  | Northern Ontario           | Brad Jacobs, Ryan Fry, E.J. Harnden, Ryan Harnden, Eric Harnden         |
| 2016 | Ottawa    |                  |                                                                        |                            |                                                                         |